# 平陽昭公主
平陽公主（へいよう こうしゅ）は、中国の唐の高祖李淵の三女。本名は不詳、封号が平陽、諡号が昭で、通常はこれをひとつにして平陽昭公主（へいよう しょう こうしゅ）と呼んでいる。娘子軍を率いて父を助けたことで知られる。

## 生涯
李淵と竇皇后の間に生まれた。本名は知られていない。成人すると、柴紹に嫁いだ。
大業13年（617年）、父の李淵が太原で起兵したとき、夫の柴紹とともに長安にいた。公主は一計を案じ、柴紹には間道を抜けて太原に向かわせ、自分は鄠県に逃れた。家財を散じて兵を募り、数百人を得て、父の起兵に呼応した。ときに何潘仁が司竹園に拠って総管を称していたが、公主は家奴の馬三宝を派遣して降し、ともに鄠県を攻めた。また武功・盩厔・始平を経略して、李仲文・向善志・丘師利らを下した。部衆に法の遵守を誓わせ、略奪を禁じたので、関中近隣で公主につくものが多く、兵7万に及んだという。李淵の唐軍が黄河を渡ると、公主は渭北で李世民の軍と合流した。柴紹と公主は幕府を対置して、長安の平定にあたり、公主の部衆を娘子軍と号した。李淵が唐朝を建てると、平陽公主に封ぜられた。
武徳6年（623年）、亡くなった。公主の葬儀にあたって、李淵は羽葆・鼓吹・大路・麾幢・虎賁・甲卒・班剣の礼を加えた。葬礼をつかさどる太常は「婦人の葬儀に、昔から鼓吹の礼はない」といって反対したが、李淵は聞き入れず、「鼓吹は軍楽である。公主の身で金鼓をとり、軍命に参じたものが、昔にいたか。鼓吹を用いるにふさわしいではないか」と答えた。

## 伝記資料
- 『新唐書』巻83 列伝第8「諸帝公主伝」